# 오경수
오경수(1967년 6월 18일~)는 대한민국의 배우이다. 1986년 연극배우로 첫 데뷔한 전력이 이미 있었던 오경수는 이후 연극배우 분야를 은퇴하여 제일기획 광고제작본부 차장직으로까지 승진을 한 그저 평범한 회사원이었으나 귀뚜라미 보일러 CF를 촬영할 때 연기자 섭외가 쉽게 되지 않아 자신이 직접 연기자의 역할을 하면서 CF모델로 연예계에 본격으로 데뷔하였다. 대중들 사이에서는 《귀뚜라미 보일러》로서 유명해졌으며 직장인과 CF모델을 겸업하다가 본격적으로 연기자가 된 이후 2007년에 회사를 그만두고 배우가 되었다.

## 출연작

### TV 드라마
- 2007년 KBS2 수목드라마 《달자의 봄》 ... 남대수 부장 역
- 2009년 KBS2 수목드라마 《아가씨를 부탁해》 ... 경찰관 역
- 2010년 MBC 수목드라마 《장난스런 키스》 ... 백수창 역
- 2011년 MBC 일일시트콤 《하이킥! 짧은 다리의 역습》 ... 방송편집장 역
- 2012년 SBS 월화드라마 《샐러리맨 초한지》 ... 방 부장 역
- 2013년 투니버스 어린이 드라마 《벼락맞은 문방구》 ... 오경수 역
- 2014년 투니버스 어린이 드라마 《벼락맞은 문방구 2》 ... 오경수 역
- 2016년 SBS 드라마스페셜 《딴따라》
- 2018년 SBS 아침드라마 《해피시스터즈》 ... 맞선남 역

### 영화
- 2006년 《강적》 ... 백댄서 역
- 2011년 《완벽한 파트너》 ... 오대표 역
- 2012년 《네모난원》 ... 중년 명준 역

### 광고
- 귀뚜라미보일러
- 세콤
- 비비큐
- 동아제약 써큐란
- KT스카이라이프 (노형욱과 함께 출연)
- 에버랜드

## 경력 사항
- 2007년 제일기획 광고제작본부 차장